# Огучі Оньєву
Огучі Оньєву (англ. Oguchi Onyewu, нар. 13 травня 1982, Вашингтон) — американський футболіст, захисник. Наразі вільний агент.

## Клубна кар'єра
Народився 13 травня 1982 року в місті Вашингтон. Вихованець юнацьких команд «Шервуд Хай Скул», «ІМГ Соккер Екедемі» та «Клемсон Тайгерс».
У дорослому футболі дебютував 2002 року виступами за французький «Мец», у якому провів один сезон, взявши участь лише у 3 матчах чемпіонату.
Протягом сезону 2003—2004 років захищав на правах оренди кольори бельгійського клубу «Лув'єрваз».
Своєю грою привернув увагу представників тренерського штабу клубу «Стандард» (Льєж), до складу якого приєднався влітку 2004 року. Відіграв за команду з Льєжа наступні п'ять сезонів своєї ігрової кар'єри, з перервою на півроку через виступи на правах оренди за «Ньюкасл Юнайтед» у 2007 році. Більшість часу, проведеного у складі «Стандарда», був основним гравцем захисту команди.
7 липня 2009 року уклав контракт з клубом «Мілан», у складі якого провів наступні півтора року своєї кар'єри гравця. Проте за цей час за основну команду «россо-нері» зіграв лише один офіційний матч, тому 11 січня 2011 року він був відданий на правах оренди в «Твенте» до кінця сезону.
До складу клубу «Спортінг» приєднався в червні 2011 року, підписавши контракт на 3 роки. Наразі встиг відіграти за лісабонський клуб 14 матчів у національному чемпіонаті.

## Виступи за збірну
13 жовтня 2004 року дебютував в офіційних матчах у складі національної збірної США. Наразі провів у формі головної команди країни 69 матчів, забивши 6 голів.
У складі збірної був учасником чемпіонату світу 2006 року у Німеччині та чемпіонату світу 2010 року у ПАР, а також чотирьох Золотих кубків КОНКАКАФ (2005, 2007, 2009, 2011).

## Особисте життя
Молодший брат Огучі Оньєву Огучі Уче є нігерійським футболістом.
| Дата       | Місто                 | Господарі         | Результат             | Гості             | Турнір                            | Голи | Примітки   |
| ---------- | --------------------- | ----------------- | --------------------- | ----------------- | --------------------------------- | ---- | ---------- |
| 13/10/2004 | Вашингтон             | США               | 6 – 0                 | Панама            | Відбір до ЧС 2006                 | -    |            |
| 17/11/2004 | Колумбус              | США               | 1 – 1                 | Ямайка            | Відбір до ЧС 2006                 | -    |            |
| 27/03/2005 | Мехіко                | Мексика           | 2 – 1                 | США               | Відбір до ЧС 2006                 | -    |            |
| 30/03/2005 | Бірмінгем             | США               | 2 – 0                 | Гватемала         | Відбір до ЧС 2006                 | -    |            |
| 09/07/2005 | Сієтл                 | США               | 2 – 0                 | Канада            | Кубок КОНКАКАФ 2005 - 1-й етап    | -    |            |
| 16/07/2005 | Фоксборо              | США               | 3 – 1                 | Ямайка            | Кубок КОНКАКАФ 2005 - чвертьфінал | -    |            |
| 21/07/2005 | Іст-Резерфорд         | Гондурас          | 1 – 2                 | США               | Кубок КОНКАКАФ 2005 - півфінал    | 1    |            |
| 24/07/2005 | Іст-Резерфорд         | США               | 0 – 0 д.ч. (3-1 п.п.) | Панама            | Кубок КОНКАКАФ 2005 - Фінал       | -    | 3 титул    |
| 17/08/2005 | Іст-Резерфорд         | США               | 1 – 0                 | Тринідад і Тобаго | Відбір до ЧС 2006                 | -    |            |
| 03/09/2005 | Колумбус              | США               | 2 – 0                 | Мексика           | Відбір до ЧС 2006                 | -    |            |
| 08/10/2005 | Сан-Хосе              | Коста-Рика        | 3 – 0                 | США               | Відбір до ЧС 2006                 | -    |            |
| 01/03/2006 | Кайзерслаутерн        | США               | 1 – 0                 | Польща            | товариський матч                  | -    |            |
| 23/05/2006 | Нашвілл               | США               | 0 – 1                 | Марокко           | товариський матч                  | -    |            |
| 26/05/2006 | Клівленд              | США               | 2 – 0                 | Венесуела         | товариський матч                  | -    |            |
| 12/06/2006 | Гельзенкірхен         | США               | 0 – 3                 | Чехія             | ЧС 2006 - 1-й етап                | -    |            |
| 17/06/2006 | Кайзерслаутерн        | Італія            | 1 – 1                 | США               | ЧС 2006 - 1-й етап                | -    |            |
| 22/06/2006 | Нюрнберг              | Гана              | 2 – 1                 | США               | ЧС 2006 - 1-й етап                | -    |            |
| 25/03/2007 | Тампа                 | США               | 3 – 1                 | Еквадор           | товариський матч                  | -    |            |
| 02/06/2007 | Сан-Хосе (Каліфорнія) | США               | 4 – 1                 | КНР               | товариський матч                  | 1    |            |
| 07/06/2007 | Карсон                | США               | 1 – 0                 | Гватемала         | Кубок КОНКАКАФ 2007 - 1-й етап    | -    |            |
| 12/06/2007 | Фоксборо              | США               | 4 – 0                 | Сальвадор         | Кубок КОНКАКАФ 2007 - 1-й етап    | -    |            |
| 16/06/2007 | Фоксборо              | США               | 2 – 1                 | Панама            | Кубок КОНКАКАФ 2007 - чвертьфінал | -    |            |
| 21/06/2007 | Чикаго                | Канада            | 1 – 2                 | США               | Кубок КОНКАКАФ 2007 - півфінал    | -    |            |
| 24/06/2007 | Чикаго                | США               | 2 – 1                 | Мексика           | Кубок КОНКАКАФ 2007 - Фінал       | -    | 4 титул    |
| 22/08/2007 | Ґетеборг              | Швеція            | 1 – 0                 | США               | товариський матч                  | -    |            |
| 09/09/2007 | Чикаго                | США               | 2 – 4                 | Бразилія          | товариський матч                  | -    | 1 автогол  |
| 17/10/2007 | Базель                | Швейцарія         | 0 – 1                 | США               | товариський матч                  | -    |            |
| 17/11/2007 | Йоганнесбург          | ПАР               | 0 – 1                 | США               | товариський матч                  | -    |            |
| 06/02/2008 | Х'юстон               | США               | 2 – 2                 | Мексика           | товариський матч                  | 1    |            |
| 23/03/2008 | Краків                | Польща            | 0 – 3                 | США               | товариський матч                  | 1    |            |
| 28/03/2008 | Лондон                | Англія            | 2 – 0                 | США               | товариський матч                  | -    |            |
| 04/06/2008 | Сантандер             | Іспанія           | 1 – 0                 | США               | товариський матч                  | -    |            |
| 08/06/2008 | Іст-Резерфорд         | США               | 0 – 0                 | Аргентина         | товариський матч                  | -    |            |
| 15/06/2008 | Карсон                | США               | 8 – 0                 | Барбадос          | Відбір до ЧС 2010                 | -    |            |
| 20/08/2008 | Гватемала (місто)     | Гватемала         | 0 – 1                 | США               | Відбір до ЧС 2010                 | -    |            |
| 06/09/2008 | Гавана                | Куба              | 0 – 1                 | США               | Відбір до ЧС 2010                 | -    |            |
| 10/09/2008 | Бріджв'ю              | США               | 3 – 0                 | Тринідад і Тобаго | Відбір до ЧС 2010                 | -    |            |
| 11/10/2008 | Вашингтон             | США               | 6 – 1                 | Куба              | Відбір до ЧС 2010                 | 1    |            |
| 11/02/2009 | Колумбус              | США               | 2 – 0                 | Мексика           | Відбір до ЧС 2010                 | -    |            |
| 01/04/2009 | Нашвілл               | США               | 3 – 0                 | Тринідад і Тобаго | Відбір до ЧС 2010                 | -    |            |
| 03/06/2009 | Сан-Хосе (Коста-Рика) | Коста-Рика        | 3 – 1                 | США               | Відбір до ЧС 2010                 | -    |            |
| 06/06/2009 | Чикаго                | США               | 2 – 1                 | Гондурас          | Відбір до ЧС 2010                 | -    |            |
| 15/06/2009 | Преторія              | США               | 1 – 3                 | Італія            | Кубок Конфедерацій                | -    |            |
| 18/06/2009 | Преторія              | США               | 0 – 3                 | Бразилія          | Кубок Конфедерацій                | -    |            |
| 21/06/2009 | Рустенбург            | Єгипет            | 0 – 3                 | США               | Кубок Конфедерацій                | -    |            |
| 24/06/2009 | Блумфонтейн           | Іспанія           | 0 – 2                 | США               | Кубок Конфедерацій                | -    |            |
| 28/06/2009 | Йоганнесбург          | США               | 2 – 3                 | Бразилія          | Кубок Конфедерацій                | -    | 2-ге місце |
| 12/08/2009 | Мехіко                | Мексика           | 2 – 1                 | США               | Відбір до ЧС 2010                 | -    |            |
| 09/09/2009 | Порт-оф-Спейн         | Тринідад і Тобаго | 0 – 1                 | США               | Відбір до ЧС 2010                 | -    |            |
| 10/10/2009 | Сан-Педро Сула        | Гондурас          | 2 – 3                 | США               | Відбір до ЧС 2010                 | -    |            |
| 14/10/2009 | Вашингтон             | США               | 2 – 2                 | Коста-Рика        | Відбір до ЧС 2010                 | -    |            |
| 25/05/2010 | Іст Гартфорд          | США               | 2 – 4                 | Чехія             | товариський матч                  | -    |            |
| 29/05/2010 | Філадельфія           | США               | 2 – 1                 | Туреччина         | товариський матч                  | -    |            |
| 05/06/2010 | Йоганнесбург          | США               | 3 – 1                 | Австралія         | товариський матч                  | -    |            |
| 12/06/2010 | Рустенбург            | Англія            | 1 – 1                 | США               | ЧС 2010 - 1-й етап                | -    |            |
| 18/06/2010 | Йоганнесбург          | Словенія          | 2 – 2                 | США               | ЧС 2010 - 1-й етап                | -    |            |
| 09/10/2010 | Чикаго                | США               | 2 – 2                 | Польща            | товариський матч                  | 1    |            |
| 12/10/2010 | Честер                | США               | 0 – 0                 | Колумбія          | товариський матч                  | -    |            |
| 26/03/2011 | Іст-Резерфорд         | США               | 1 – 1                 | Аргентина         | товариський матч                  | -    |            |
| 04/06/2011 | Фоксборо              | США               | 0 – 4                 | Іспанія           | товариський матч                  | -    |            |
| 08/10/2011 | Маямі                 | США               | 1 – 0                 | Гондурас          | товариський матч                  | -    |            |
| 11/10/2011 | Гаррісон              | США               | 0 – 1                 | Еквадор           | товариський матч                  | -    |            |
| Усього     |                       | Матчів            | 62                    |                   | Голів                             | 6    |            |

## Титули і досягнення

### Командні
- Чемпіон Бельгії (2):

«Стандард» (Льєж): 2007-08, 2008-09
- Володар Кубка Бельгії (1):

«Ла-Лув'єр»: 2002-03
- Володар Суперкубка Бельгії (1):

«Стандард» (Льєж): 2008
- Володар Кубка Нідерландів (1):

«Твенте»: 2010-11
- Володар Золотого кубка КОНКАКАФ (3):

США: 2005, 2007, 2013
- Срібний призер Золотого кубка КОНКАКАФ (1):

США: 2011

### Особисті
- Команда року в Бельгії: 2004-05, 2007-08
- Найкращий молодий гравець року в Бельгії: 2005
- Символічна збірна Золотого кубка КОНКАКАФ: 2005
- Найкращий американський футболіст року: 2006